# Big man
Big man, generellt begrepp för en typ av inflytelserik person i ett mindre stamsamhälle. Hans klädsel, bostad eller arbetsuppgifter brukar likna de övriga stammedlemmarna, till skillnad från en hövding, som åtnjuter ett antal privilegier på dessa områden. En big man har inte heller någon formell makt erhållen genom arv eller formella val, som fallet ofta är med hövdingar. I stället grundar sig hans position på personliga ledaregenskaper och heder.